# SteamOS
SteamOS és una distribució Linux desenvolupada per Valve. Incorpora la popular plataforma de videojocs de Steam i és el sistema operatiu principal per a les Steam Machines i la Steam Deck. A diferència d'altres distribucions, no ofereix una experiència d'escriptori completa. Tot i que es poden instal·lar aplicacions Linux, suporta un nombre limitat de paquets. No essent indicada com a substitució d’un sistema operatiu complet. SteamOS és de codi obert, però el codi font no és públic de manera immediata i la plataforma Steam és de caràcter propietari.

## Història
Fou anunciada per primer cop el 2013. Inicialment, s'oferia amb una base estable Debian i amb l'escriptori GNOME. SteamOs 3, preinstal·lada a la Steam Deck, empra Arch Linux, KDE Plasma, Mesa, Flatpak i Btrfs.
Valve ha contribuït en la millora de diferents components de l'entorn Linux a vegades requerint canvis i d'altres contribuint en el codi, amb la intenció d'afinar al màxim SteamOS per al joc. El nucli Linux 6.7 portà noves característiques per al format Btrfs a petició de Valve per a SteamOs. SDL 3.0 afegí el concepte d'espai de color, codi procedent de Valve al voltant de HDR.